# Мякеля, Тимо

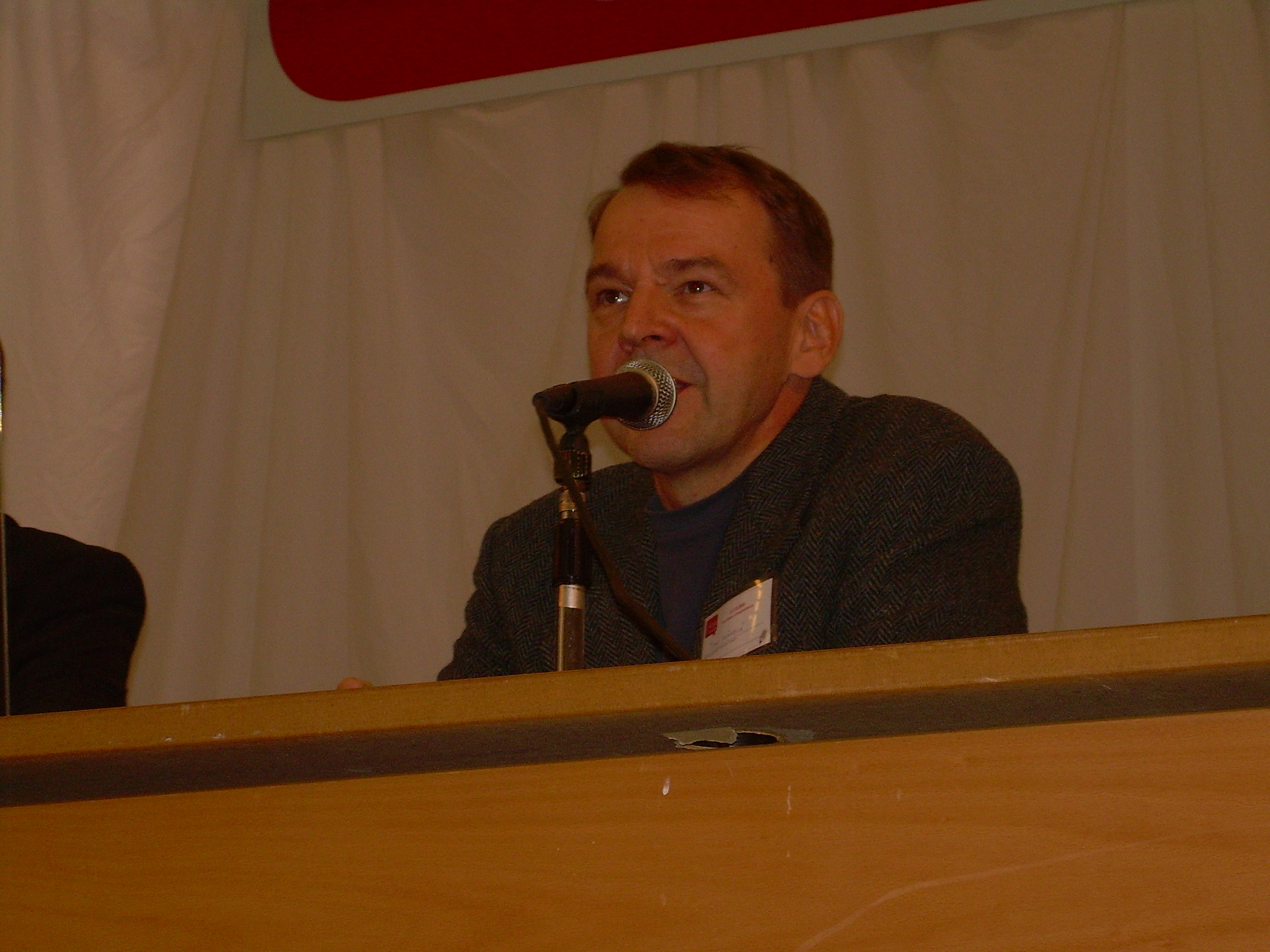
Тимо Мякеля на Международной книжной ярмарке. Турку. 2008 год

Тимо Мякеля (фин. Timo Mäkelä; род. 1951, Хаухо) — известный финский художник—комиксист, работает в жанре графических романов и в красивой технике — акварели.
Начинал свою карьеру в 1970-х — рисовал обложки для пластинок финских рокеров и иллюстрировал газету левой молодежи «Ракета».
Для крупных газет много лет рисовал комикс-стрипы, которые издательство «Арктинен Банани» издало потом в виде альбома.
В 1989 году он получил награду финского комикс-сообщества, в 1998 — гран-при фестиваля в Кеми, а в 2001 году — государственную премию Финляндии в области искусства.
Тимо (Тимпа) известен среди интеллектуальной общественности Финляндии своими графическими романами «История моей жизни», «Маннергейм и тигр-людоед», «Ромео и Джульетта Вильяма Шекспира», «Эмиль и Софи» и др.
Первый перевод на другие языки — «Эмиль и Софи. Воспоминания о летней ночи в Хельсинки. 1909 г.» выполнен издательством «Изотека»  на русский язык в 2015 году при содействии Информационного центра финской литературы FILI .
Автор приезжал на презентацию своего романа в Москву, на международный фестиваль комиксов КомМиссия.

## Сборники
- Блюз улицы Каллио, изд. Otava, 1997. ISBN 951-1-14894-X.
- Маленькие злые истории 1,2,3, сборник газетных стрипов, изд. Otava 1998.
- Розовое облако, изд. Otava, 2001. ISBN 951-1-17620-X.
- Моя жизнь, изд. Arktinen Banaani, 2002
- Все злые истории, изд. Otava 2003
- Рим. изд. Arktinen banaani, 2004. ISBN 952-9809-78-6.
- Эмиль и Софи: Воспоминание о летней ночи в Хельсинки. 1909 г., изд. Arktinen banaani, 2005. ISBN 952-5602-12-5.
- Маннергейм и тигр-людоед, сценарий Юкка Парккари, изд. Arktinen banaani, 2006. ISBN 952-5602-42-7.
- Отморозки, изд. Arktinen banaani, 2003. ISBN 952-9809-65-4.
- Бессмертный шедевр по рассказу Оноре де Бальзака, изд. Arktinen banaani, 2007. ISBN 978-952-5602-79-1.
- Моя жизнь. Хельсинки. Изд. Arktinen banaani, 2008. ISBN 978-952-5768-10-7.
- Ману, Мара, Тарья и я. Сценарий: Юкка Парккари, изд. Arktinen banaani, 2009. ISBN 978-952-5768-31-2.
- Ромео и Джульетта Вильяма Шекспира, изд. Arktinen banaani, 2013. ISBN 978-952-270-130-5.